# Via Aemilia
Via Aemilia  (talijanski: Via Emilia) bio je drevni rimski put na sjevernoj ravnici Italije, koji je vodio od Ariminuma (Rimini) na jadranskoj obali do Placentije (Piacenza) na obali rijeke Padus (Po). Dovršen je godine 187. pr. Kr. Via Aemilia je bila povezana s Rimom preko Riminija i Via Flaminije, dovršene 33 godine ranije.

## Vanjske poveznice
- LacusCurtius - Via Aemilia (1911 Encyclopaedia Britannica Entry)